# Walter Josef Meyer
Walter Josef Meyer (* 8. Juni 1938 in Bardenberg; † 16. August 2000 in Herzogenrath) war 1989 bis 1994 Landrat des Kreises Aachen.
Die politische Karriere von Walter Meyer begann als Gewerkschaftssekretär der ÖTV.  Im September 1979 zog er erstmals in den Kreistag des Kreises Aachen als Abgeordneter der SPD ein. 1989 wurde er zum Landrat gewählt und wurde Nachfolger von Hans Günter Bömeke. Sowohl 1994 als auch 1999 scheiterte er bei einer erneuten Kandidatur. 1994 wählte ein Bündnis aus CDU und Bündnis 90/Die Grünen Carl Meulenbergh (CDU) zum Landrat. 1999 wurde dieser bei der ersten Direktwahl von der Bevölkerung zum Landrat gewählt.
Bis zu seinem Tode war Walter Meyer in zahlreichen Vereinen ehrenamtlich tätig, so u. a. als Vorsitzender des Deutschen Roten Kreuzes (DRK) im Kreis Aachen. In der SPD Kreis Aachen bekleidete Walter Meyer unter anderem die Funktion des stellvertretenden Unterbezirksvorsitzenden und war damit einer von zwei Stellvertretern des Europaabgeordneten Martin Schulz.
Im August 2000 starb Walter Meyer an einem Herzversagen. Sein Grab befindet sich in Herzogenrath-Niederbardenberg.